# Амосов, Михаил Иванович
Михаи́л Ива́нович Амо́сов (р. 11 апреля 1959, Ленинград) — российский общественный и политический деятель. Кандидат на должность губернатора Санкт-Петербурга на выборах 2003 года и выборах 2019 года. Лидер Движения демократического обновления.
Депутат Законодательного собрания Санкт-Петербурга VI созыва, Депутат Ленсовета—Петросовета (1990—1993), председатель постоянной комиссии по градостроительной политике и землепользованию. Депутат Законодательного собрания Санкт-Петербурга (1994—2007), в 2003—2007 — председатель комиссии по городскому хозяйству, градостроительству и земельным вопросам. Один из авторов стратегии развития мегаполиса «Большой Петербург. XXI век».

## Биография
Оба деда — член-корреспондент АН СССР Родион Оси́евич Кузьмин (1891—1949) и Сергей Иванович Амосов (1891—1969) — коллеги и друзья, профессора Политехнического института, возглавляли кафедру высшей математики соответственно в 1945—1949 и 1949—1951. Отец — Иван Сергеевич Амосов (1918—1980) — профессор кафедры технологии машиностроения механико-машиностроительного факультета Политехнического института; мать — Надежда Родионовна Амосова (Кузьмина) (1922—1988) — кандидат медицинских наук, преподавала на кафедре гистологии Педиатрического института.

### Научная и преподавательская деятельность
Окончил географический факультет Ленинградского государственного университета по специальности «физико-географ, учитель географии» (1981) и его аспирантуру (1987). Кандидат географических наук (1987; тема диссертации — «Геокомплексы внутригорных котловин Южного Алтая: история и современное состояние»).
В 1977—1990 годах принимал участие в научных экспедициях (юг Сибири, Восточный Казахстан, Тянь-Шань); в 1979—1981 годах был рабочим геологической партии НПО «Севморгео» на Шпицбергене.
С 1981 года — в ЛГУ — СПбГУ: старший лаборант, ассистент, преподаватель (с 1987) на факультете географии и геоэкологии. В настоящее время — доцент Санкт-Петербургского университета (СПбГУ), преподаёт дисциплины: «Историческая география» и «История географических идей и открытий» и «Физическая география материков и океанов», «Градостроительное планирование».
С 2001 года — преподаватель кафедры политологии Санкт-Петербургского государственного политехнического университета.
Имеет научные публикации по экологии, физической и исторической географии, гляциологии, а также по политологии.

### Политическая деятельность

#### Депутат Ленсовета
В 1990—1993 — депутат Ленсовета; был избран при поддержке блока «Демократические выборы-90».
Председатель постоянной комиссии по градостроительной политике и землепользованию, заместитель председателя постоянной комиссии по экологии. В 1993 избирался членом Малого совета.
В период работы в Ленсовете:
- один из инициаторов создания первых особо охраняемых природных территорий в Санкт-Петербурге (Юнтоловский заказник, памятники природы: Комаровский берег, Стрельнинский берег, Дудергофские высоты),
- один из авторов резолюции о сохранении Ленинградского (Санкт-Петербургского) университета в исторической части города,
- организатор конкурса на лучшую концепцию Генерального плана Санкт-Петербурга,
- голосовал за проведение опроса (референдума) о возвращении городу исторического имени Санкт-Петербург,
- голосовал за резолюцию, осуждающую антиконституционные действия ГКЧП,
- один из авторов резолюции Малого совета, осуждающей действия президента России Б. Н. Ельцина во время конституционного кризиса 1993 года.

#### Депутат Законодательного Собрания Санкт-Петербурга
В 1993 году баллотировался на выборах в Государственную думу РФ по округу от блока «Явлинский — Болдырев — Лукин».
Избирался депутатом Законодательного Собрания Санкт-Петербурга:
- 1994 — во втором туре; выдвинут от блока «Любимый город».
- 1998 — в первом туре; выдвинут от блока «Яблоко», один из создателей объединённой демократической коалиции; координатор фракции «Яблоко» (январь 1999 — июль 2002).
- 2002 — выдвинут от блока СПС + «Яблоко», член фракции «Яблоко», с января 2004 — член Демократической фракции (СПС + «Яблоко»).

В 2007 возглавлял список «Яблока», который не был зарегистрирован.
В 1994—1998 — заместитель председателя координационной группы по законодательству. В 1999—2002 — член постоянной комиссии по образованию, культуре и науке и бюджетно-финансового комитета. В 2003—2007 — председатель постоянной комиссии по городскому хозяйству, градостроительству и земельным вопросам; участвовал в подготовке ряда законов Санкт-Петербурга, в том числе Генерального плана Санкт-Петербурга (2005).
В 2003 году баллотировался от партии «Яблоко» на пост губернатора Санкт-Петербурга (набрал 7,6 % голосов).
Неоднократно выступал против строительства «Охта-центра», один из организаторов «Марша за сохранение Петербурга» 8 сентября 2007 года.
4 декабря 2011 года баллотировался в Законодательное собрание Санкт-Петербурга по списку партии «Яблоко», но избран не был. На протестных акциях и в СМИ высказывалось мнение (в том числе рядом членов руководящих органов петербургского отделения «Яблока»), что М. И. Амосов (наряду с А. Н. Беляевым) не вошёл в число депутатов Законодательного собрания в результате подтасовок на выборах.
В сентябре 2016 года избран депутатом Законодательного Собрания Санкт-Петербурга VI созыва. Член постоянной комиссии по экологии и природопользованию. 
Один из авторов стратегии развития мегаполиса «Большой Петербург. XXI век».
В период работы в Законодательном собрании Санкт-Петербурга: автор (соавтор) примерно 70 законов, в том числе: Устава Санкт-Петербурга (1998), законов «О Генеральном плане Санкт-Петербурга и границах зон охраны объектов культурного наследия» (2005), «О порядке организации и проведения публичных слушаний и информирования населения при осуществлении градостроительной деятельности в Санкт-Петербурге» (2006), «О зеленых насаждениях общего пользования» (2007).
Михаил Амосов был одним из активных противников загрузки ядерного топлива и запуска двух атомных реакторов плавучей АЭС «Академик Ломоносов» на Балтийском заводе (2017). В результате усилий экологов, оппозиционных политиков и международных организаций «Росатом» отказался от идеи проведения радиационно-опасных работ в 2 километрах от Исаакиевской площади.
За время работы депутатом добился:
- строительства второй очереди парка в пойме Муринского ручья,
- реконструкции сквера у Серебряного пруда (совместно с Н. И. Рыбаковым),
- сохранения сквера у дачи Бенуа,
- строительства жилого квартала на месте военных складов в районе железнодорожной станции Кушелевка.

Как депутат способствовал осуществлению различных проектов, в том числе:
- строительства Северных очистных сооружений и Юго-Западных очистных сооружений Санкт-Петербурга (с сооружением системы коллекторов глубокого заложения),
- строительства Кушелевского путепровода,
- восстановления разрушенного участка метро между станциями «Лесная» и «Площадь Мужества»,
- строительства Смольной набережной и авторазвязок у Большеохтинского моста,
- строительства хоккейного дворца спорта «Спартак» (ул. Верности),
- строительства первого в Санкт-Петербурге хосписа (Северный просп.),
- реставрации Гидробашни Политехнического университета,
- строительства жилого квартала на месте рынка «Магнит» (район ул. Бутлерова),
- строительства Спортивного комплекса «Центр плавания» (ул. Гжатская),
- создания центра лапароскопии в Елизаветинской больнице,
- изменения положения проектировавшейся трассы Кольцевой автодороги (с приближением её к застроенной части города),
- установки памятника на могиле Героя Советского Союза А. И. Маринеско,
- отмены запуска плавучей АЭС «Академик Ломоносов» в центре Санкт-Петербурга.

Был членом жюри архитектурного конкурса на лучший проект нового футбольного стадиона в западной части Крестовского острова.
По свидетельству Аркадия Крамарева, Амосов, будучи депутатом Законодательного Собрания, предлагал не платить зарплату бойцам петербургского ОМОНа, которых отправили в Чечню воевать «против гордого чеченского народа».
В 2019 году принял участие в выборах губернатора Санкт-Петербурга, выдвинувшись от партии «Гражданская платформа».

#### Партийная деятельность
Был членом КПСС (вышел в 1990 году).
Член партии «Яблоко» с момента её основания. Один из организаторов (декабрь 1992 года) Региональной партии Центра (РПЦ), в 1995 году вошедшей в «Яблоко» в качестве Санкт-Петербургского регионального отделения.
Председатель РПЦ — регионального отделения движения «Яблока» (июнь 1996 — январь 1999, февраль 2002 — март 2003). На внутрипартийных выборах в марте 2003 года проиграл Максиму Резнику (44 голоса против 72), что некоторые наблюдатели связали с конфликтом Амосова с И. Ю. Артемьевым (Амосов и его сторонники придерживались «политики конструктивной оппозиции действиям городской администрации, получившей на выборах безоговорочную поддержку горожан», Резник же заявлял о необходимости «чётко определить, кто мы: оппозиция его величества или же его величеству. Надеюсь, что всё же второе»).
С 2004 года — член федерального политкомитета Российской объединенной демократической партии «Яблоко».
С 23 мая 2015 года по 31 марта 2017 года — председатель РОДП «Яблоко» в Санкт-Петербурге. В ходе внутрипартийного голосования Михаил Амосов получил 38 голосов, его соперник Андрей Палевич — 28. Полномочия председателя были досрочно прекращены федеральным Бюро партии. 22 ноября 2018 года вместе с 48 активистами вышел из рядов партии «Яблоко», основав «Движение демократического обновления».
Участвовал:
- в организации отпора ГКЧП (1991),
- в создании Ассоциации жилищно-строительных кооперативов, жилищных кооперативов и товариществ собственников жилья Санкт-Петербурга (1995),
- Один из организаторов митинга в защиту НТВ в Санкт-Петербурге (2001).
- Один из организаторов успешной общественной кампании против строительства небоскреба «Охта-центр» в Петербурге (2006—2010) и маршей в защиту Петербурга (2007—2010).
- Один из участников Марша несогласных в Санкт-Петербурге в 2007 году[16][17].
- Участник антирасистских Маршей против ненависти (в течение многих лет), участник велопробегов по Петербургу (2011, 2012).

## Награды
- Медаль «В память 300-летия Санкт-Петербурга».
- Почётная грамота Совета Федерации Федерального собрания Российской Федерации «За активное участие в законотворческой работе Законодательного собрания Санкт-Петербурга».
- Почётная грамота Государственной думы Федерального собрания «За существенный вклад в развитие законодательства Санкт-Петербурга».
- Диплом почётного жителя Муниципального образования Гражданка (Санкт-Петербург).
- Знак Санкт-Петербургского государственного университета «За заслуги перед Санкт-Петербургским университетом».
- Почётная награда Европейского университета в Санкт-Петербурге «Хрустальная улитка» (2018 год)[18].

## Семья
Жена — доцент Санкт-Петербургского экономического университета (бывший ФИНЭК). Дочь закончила экономический факультет Санкт-Петербургского государственного университета. Кандидат экономических наук. В настоящее время работает в представительстве крупной иностранной компании в Санкт-Петербурге.